# Ready Teddy
"Ready Teddy" är en sång skriven av John Marascalco och Robert Blackwell, och först inspelad av Little Richard i maj 1956 och utgiven i juni samma år. Sången har spelats in av flera artister, som Elvis Presley, Buddy Holly, Carl Perkins, Tony Sheridan och The Tornados.
Sången finns med i filmen Det ljuva livet, då sjungen av Adriano Celentano.

## Medverkande
- Little Richard – sång, piano
- Edgar Blanchard – gitarr
- Frank Fields – kontrabas
- Earl Palmer – trummor
- Lee Allen – tenorsaxofon
- Alvin Tyler – barytonsaxofon